# Amal
Amal (in arabo أﻣﻞ‎?, "speranza"), acronimo dell'arabo أفواج المقاومة اللبنانية, Afwāj al-muqāwama al-lubnāniyya, "Distaccamenti della Resistenza libanese", è un'organizzazione paramilitare e partito politico libanese.
È la milizia del "Movimento dei diseredati" creato dall'imam sciita Musa al-Sadr.
Amal è diventata una delle più importanti milizie musulmane durante la guerra civile libanese. Amal si è sviluppata grazie anche ai suoi stretti legami col governo Iraniano e siriano, e grazie al sostegno dei 300.000 rifugiati interni sciiti del sud del Libano, specie dopo i bombardamenti israeliani dell'inizio degli anni '80.

## Storia
Nel 1974, l'imām Musa al-Sadr creò il "Movimento dei diseredati" (Ḥarakat al-mahrumīn) il cui obiettivo era l'emancipazione degli sciiti libanesi. Nel 1975, di fronte alla crescita della tensione in Libano, il movimento organizzò una sua milizia armata. Al-Sadr rifiutava l'uso della forza per risolvere i problemi del Libano e non coinvolse la milizia nei combattimenti, riservandola a precisi compiti di auto-difesa. Nel 1978, l'imām scomparve misteriosamente in occasione di una sua visita ufficiale in Libia.
Husayn Husayni, il presidente del Parlamento libanese (in base agli ufficiosi accordi del 1943 che riservavano tale carica alla comunità sciita libanese), prese la guida del movimento per un breve periodo, prima di cedere il posto a Nabih Berri, che rimane ancora oggi il capo di Amal. Berri allora, una volta salito al potere, si alleò con la Siria e impegnò le milizie nella guerra civile libanese e nel 1984 siglò un’alleanza con i drusi di Walid Jumblatt fino al 1987. L'anno dopo aver siglato l'alleanza, Amal e i drusi attaccano al-Murabitun, la più importante milizia filo-palestinese. Amal nel frattempo divenne la rivale della nuova formazione filo sciita, Hezbollah, e le due milizie si scontrano nel 1988, con Amal costretto a cedere posizioni.
Amal venne definitivamente convertita in un partito filo-siriano e Berri nel 1992 è eletto presidente del parlamento e lo resta grazie all'importante gruppo di deputati nel parlamento libanese, rappresentanti le correnti sciite moderate e laiche. Nelle elezioni del 2018, Amal è stato il terzo partito, con 17 seggi.

## Risultati elettorali
A causa della guerra civile (1975-1990) le elezioni del 1992 furono le prime dal 1972.
Di seguito i risultati ottenuti dal partito nelle varie votazioni susseguitesi negli anni:
| Elezione | Elezione | Voti    | %     | Seggi    |
| -------- | -------- | ------- | ----- | -------- |
| 1992     | Camera   |         |       | 17 / 128 |
| 1996     | Camera   |         | 6,25  | 21 / 128 |
| 2000     | Camera   |         | 7,81  | 16 / 128 |
| 2005     | Camera   |         | 10,93 | 14 / 128 |
| 2009     | Camera   |         |       | 13 / 128 |
| 2018     | Camera   | 210 211 | 11,95 | 17 / 128 |
| 2022     | Camera   | 190 161 | 10,52 | 15 / 128 |